# Marie Blabolilová
Marie Blabolilová (* 4. března 1948, Praha) je česká grafička, malířka a restaurátorka.

## Život
Marie Blabolilová pochází z rodiny právníka a úřednice. Její otec po komunistickém puči roku 1948 skončil jako stavební dělník. Jediným umělcem v rodině byl pradědeček z matčiny strany, který v zimní sezóně jezdil jako muzikant s cirkusem Kludský. Absolvovala Výtvarnou školu Václava Hollara v Praze (1963–1967, prof. Jaroslav Kaiser) a poté v letech 1967–1973 studovala na Akademii výtvarných umění v Praze malbu (prof. Arnošt Paderlík, František Jiroudek, Jiří John). Během studia na Akademii zažila nástup normalizace a vědomě se snažila oprostit od způsobu malby, který své žáky učil F. Jiroudek, dokonce zvažovala že studia opustí. Pro její malířský vývoj byly důležitější hodiny večerní malby, které jednou týdně vedl Jiří John, ale ten záhy onemocněl a roku 1972 zemřel. Spolužáky M. Blabolilové v Jiroudkově ateliéru byli např. Vladimír Novák, Jiří Sozanský a Petr Pavlík, u Jiřího Johna současně studovali Michal Ranný, Anežka Kovalová, Eduard Halberštát.
Ve čtvrtém ročníku absolvovala roční stáž v ateliéru grafických technik prof. Ladislava Čepeláka, kde panovala tvůrčí svoboda a jediným požadavkem pro studium bylo precizní zvládnutí klasických grafických technik. V roce 1973 v Čepelákově ateliéru absolvovala cyklem grafických listů na téma Zahrady. Jejími spolužáky byli Zuzana Nováčková, Josef Mžyk, Jiří Lindovský, Jan Holoubek.
Po ukončení Akademie roku 1973 navštívila Paříž. V letech 1973–1976 působila jako učitel LŠU Litoměřice. V době normalizace dlouho žila z vlastního rozhodnutí mimo výtvarný provoz a vystavovala pouze sporadicky, převážně v malých mimopražských galeriích. Zúčastnila se důležitých neoficiálních kolektivních výstav (Konfrontace II, MBÚ ČSAV 1978, Člověk, Prostor člověka, Dobříš 1980) Jako členka Spolku na ochranu zvířat se starala o labutě a opuštěné kočky.. Od roku 1982 se živila převážně restaurováním nástropní a nástěnné malby. Od poloviny 80. let patřila k okruhu výtvarníků Galerie H v Kostelci nad Černými lesy. Roku 1984 byla přijata za člena ČFVU. Od roku 1996 je členkou SČUG Hollar.
Již za dob studií si vybudovala vlastní půdní ateliér v domě na Smíchově, kde bydlela. V letních měsících žije v Kublově poblíž Berouna.

### Ocenění
- 1988 Bienále Krakow, cena starosty města Lodže
- 1998 Hollar – Festival komorní grafiky – cena za uměleckou úroveň
- 2003 Cena poroty, Bienále drobné grafiky Břeclav
- 2003 Cena Vladimíra Boudníka[6]
- 2004 Grafika roku, Inter-Kontakt-Grafik
- 2012 Grafika roku (tisk z hloubky), Inter-Kontakt-Grafik

## Dílo

### Grafika
Marie Blabolilová se po absolvování Akademie soustředila na grafickou tvorbu, ve které navázala na Jiřího Johna a došla k vlastní osobité a silné, existenciálně laděné expresi. Nebarevná pravidelná síť čárového leptu lépe vyhovovala potřebě tiché koncentrace a citlivého zobrazení běžných předmětů nebo krajiny. Lidská postava se objevila pouze v několika prvních grafických listech v době studií a krátce po ukončení Akademie. Postupným zjednodušováním prvků se zbavila popisnosti a ponechala prostor podstatnému a základnímu, aniž by se vzdala reálné skutečnosti. Určující není realistické zobrazení, ale spíše zachycení prchavého pocitu. Nepokouší se vyprávět příběhy (ty ve výtvarném umění přímo nesnáší) nebo sdělovat velké myšlenky.
Jejím cílem je čistá grafická forma dosažená co nejprostšími prostředky. V systému pravidelného rastru křížících se linií nalézá vztahy, které ji zajímají. Tvary a objemy nevykresluje, ale vymezuje postupnou aproximací řadami čar a šrafováním. K řadě námětů se autorka vrací. Kromě přírodních motivů se stromy, zahradami, lesy a jinými krajinnými prvky vytváří znepokojivé prostory s klecemi, opuštěnými podchody a sídlištními domy, strohými interiéry plnými prázdna a smutku, které vypovídají o hrůze a úpadku současného světa.
Podle Rosalind Krauss je systém mřížky v umění bytostně moderní prvek, který z něj činí autonomní pole, které není vázáno na východisko přírody. Aktualizace použití mřížky souvisí s dynamickým nástupem geometrických tendencí na konci padesátých let 20. stol. Tvarová redukce, zasazená do osobitě zabarvené konstruktivní struktury je blízká také řadě autorů z okruhu skupiny UB 12 a souvisí s vlnou minimalismu, která zasáhla české umění koncem 70. let.
Oproti symbolicky pojatým „vnitřním krajinám“ svých profesorů Johna a Čepeláka směřuje Blabolilová k poloze „hmatatelných situací“ v krajině a konkrétnímu pojednání zobrazovaného světa. V 70. a především v 80. letech její grafické cykly reflektují s meditativní intenzitou existenciální prostor tzv. obyčejného života. V tomto komorním zkoumání důvěrně známé půdy naší každodennosti se v symbolické rovině a v nepřítomnosti lidské figury jedná o stálé otázky našeho staronového vztahu k sobě a k našemu bezprostřednímu okolí. V tematice interiérů a zátiší buduje pomocí čárového leptu obrazový prostor střízlivou modelací pravidelného rastru. Její grafická tvorba je doprovázena hledáním řádu, spojujícího lidské vědomí s všeobjímajícím přírodním děním. Grafické dílo Marie Blabolilové, které čítá kolem 800 leptů, se vyznačuje silným existenciálním nábojem a je i zrcadlem své doby.
K udělení Ceny Vladimíra Boudníka napsal Richard Drury: Ve své ryzí introspekci a oproštěnosti od jakéhokoliv nadbytečného patosu přináší předmětný mikrokosmos díla Marie Blabolilové hluboce humanistické sdělení o „velkých“ otázkách naší existence, tím tak představuje nezastupitelnou hodnotu současné české grafiky.

### Obrazy
Již záhy po ukončení studia Blabolilovou přestala zajímat lidská figura a soustředila se na zdánlivě banální předměty ve svém okolí. Ve snaze nalézt znovu vlastní způsob malby jsou její přírodní motivy oproštěny od detailů a jejich snový charakter je přibližuje naivnímu umění. Ve druhé polovině 70. let nalézá hodnotu v „nezajímavých“ předmětech z městského prostředí, jako jsou telefonní budky, lavičky v parku, kandelábr, popelnice, telegrafní tyč nebo
kamenné či kovové zábradlí. Způsob malířského podání je záměrně „neestetický“ jako zobrazované výjevy. Malířka nezatěžuje obnažováním své duše, pouze se dívá a sděluje.
První obrazy Marie Blabolilové z počátku 80. let byla realistická zátiší malovaná živými temperovými barvami na plátně. Zlom v její malbě nastal v roce 1985, kdy nejprve jako koláž a později jako přirozený barevný podklad svých obrazů začala využívat různá vzorovaná lina. Stejně jako v grafické tvorbě je zde dominantní princip rastru, který určuje rytmus i lineární osy kompozice obrazu. Stará linolea ze 60. a 70. let měla pravidelné dlaždicové vzory složené z barevných teček a poměrně širokou škálu od zelené a modré přes červeně a okry k různým odstínům hnědi v kombinaci s černou a bílou. Od konce 60. let je užíval jako podklad svých přísně geometrických kompozic např. Vladimír Kopecký. Vzor lina stanovil základní řád obrazu, který bylo nutno respektovat, a vynutil si i novou harmonii barev. Obvykle tvoří vzor pozadí, které malířka přímo využívá v kompozici a dotváří nebo nově interpretuje. Používá pointilistického principu k vyznačení obrysu předmětů, aby zachovala jejich transparentnost, jindy částečně rozkládá původní tvar kombinací kontrastních barevných skvrn a výrazově se blíží abstrakci. Skrz obrazy prosvítá jiná citlivost, pozornost a zúčastněnost, a pro mnohé překvapivě i skrytá živelnost, jejíž energii proměňuje v experiment. Přestože Blabolilová uznává tradici, vžitá forma jí pro plné vyjádření pocitů nestačí. Její formální objevy nejsou schválností a jejich účelem není vzbudit zájem nebo publicitu.
Linoleum podle Jiřího Fialy patří k archetypům domova, stejně jako stůl, židle, lavička, křeslo, štokrle, láhev, hrnek, džbán, záclony, skříňka, kredenc, ale také kočka, slepice nebo strom. Jsou to archetypy původního přirozeného světa, blízkosti, bezpečí, jistoty a věrnosti. Blabolilová svou prací hledá řád, jenž se skládá z mnoha protikladů, ale udržuje celek v rovnováze. Naše smysly odhalují všední předměty v obrazech jako Proustovy "pomníky mimovolné paměti".
Od počátku 90. let kromě lina využívá jako podmalbu na sololitu barevné vzory vytvořené pomocí běžných malířských gumových válečků. Obrazy pak domaluje štětci, kolážuje nebo dotváří plasticky za pomoci latí. Náměty jejich obrazů se příliš nemění – kuchyňská zátiší, židle a stoly, okno bytu, kočky, krajina v bezprostředním okolí jejího domova. Blabolilová objevuje umění zakleté v nenápadné kráse obyčejných věcí, posvěcených po léta nesčetnými lidskými doteky a zastupujících symbolicky běh lidského bytí. Její projev působí věcně a střízlivě, ale má také svou lyrickou a romantickou složku.

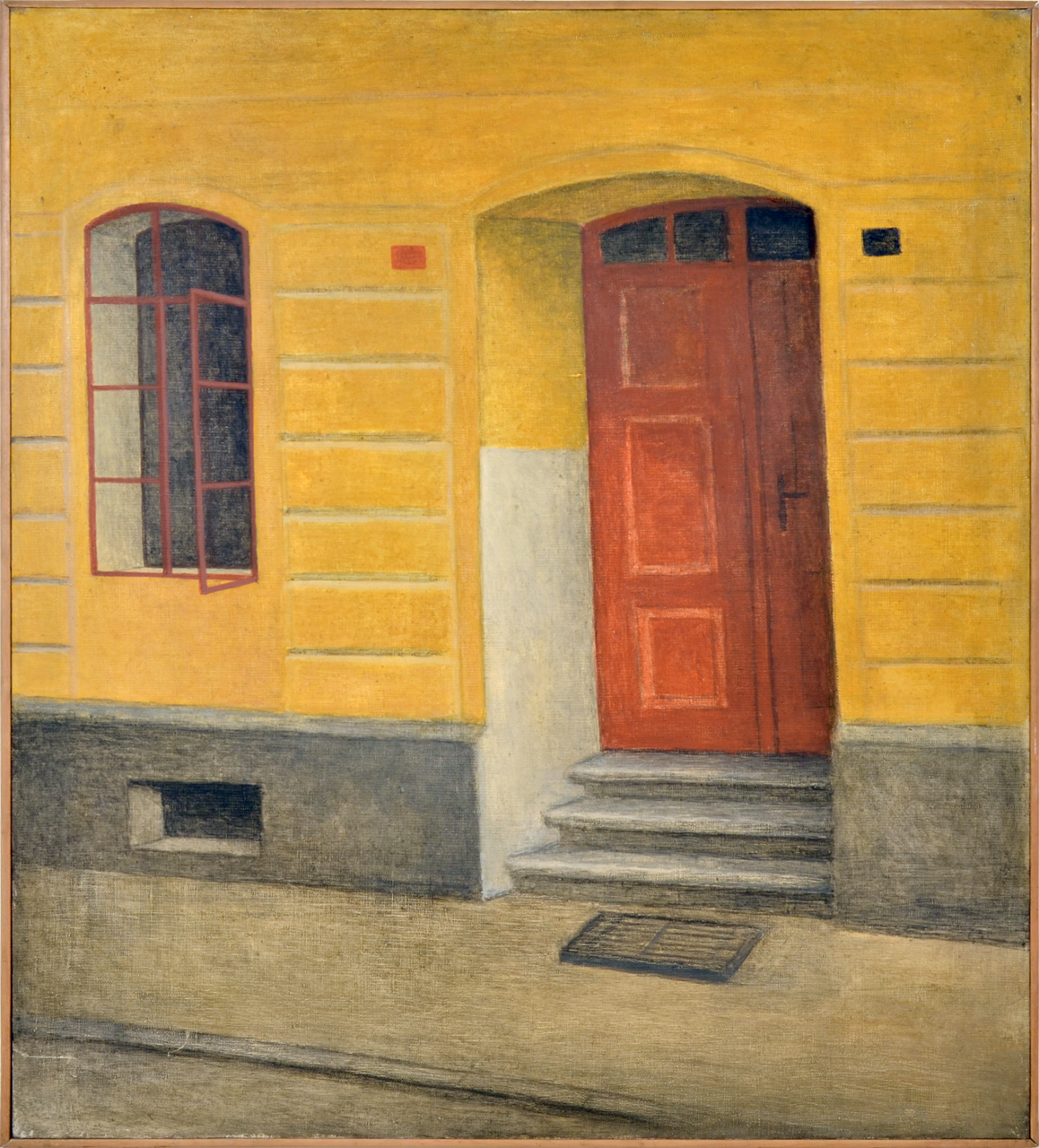
Červené dveře (1977)
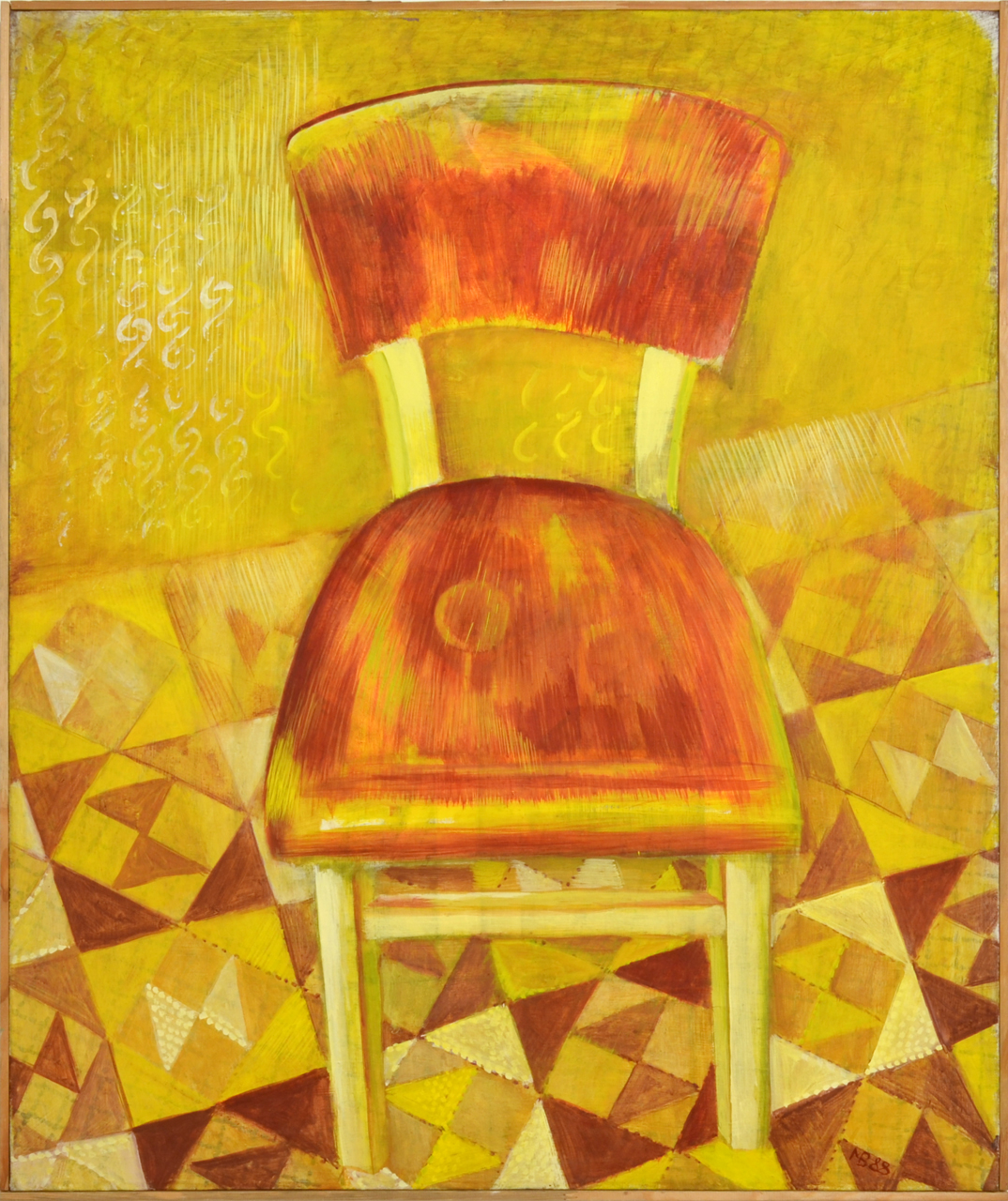
Červená židle (1988)
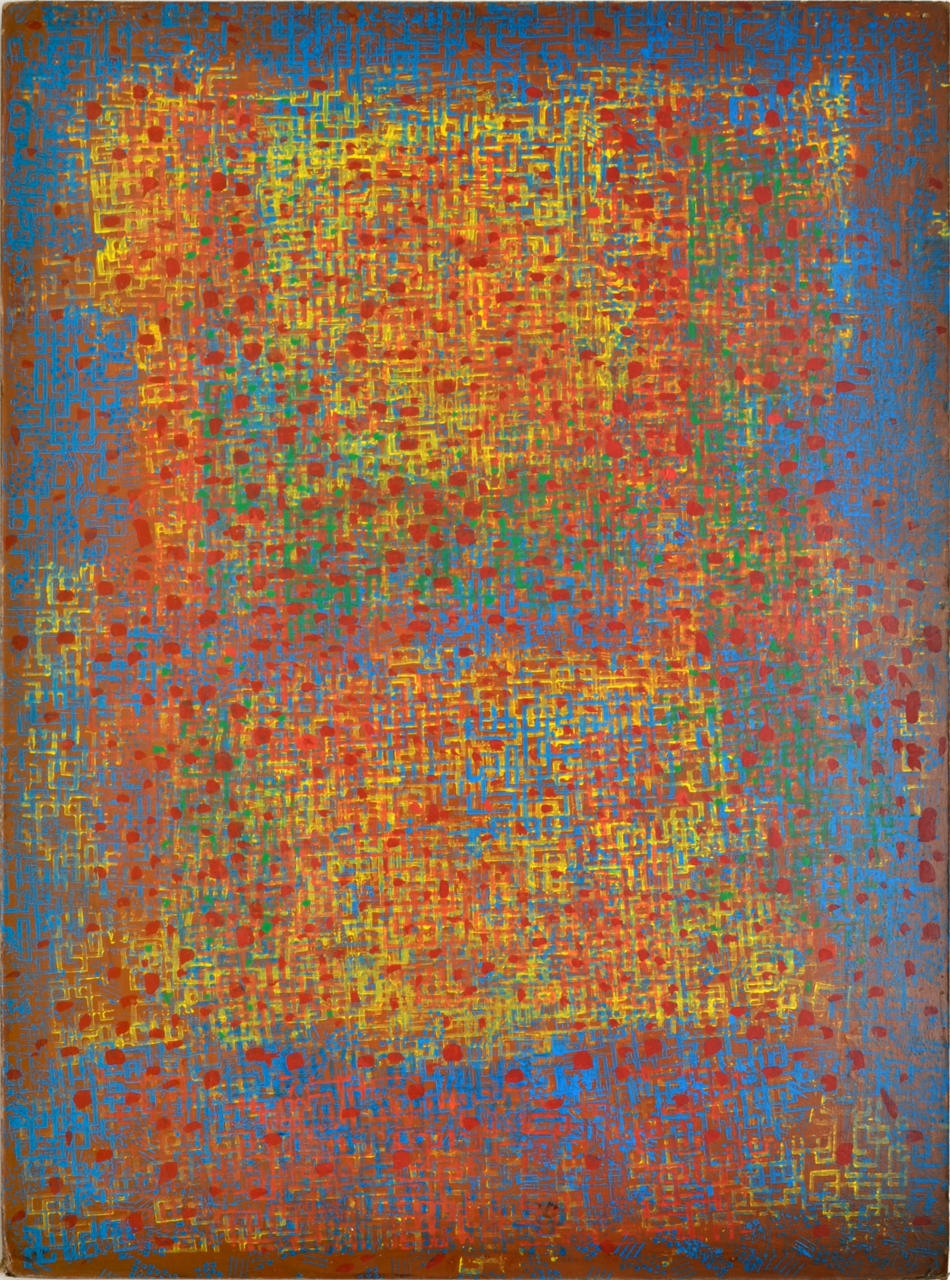
Křeslo (1991)
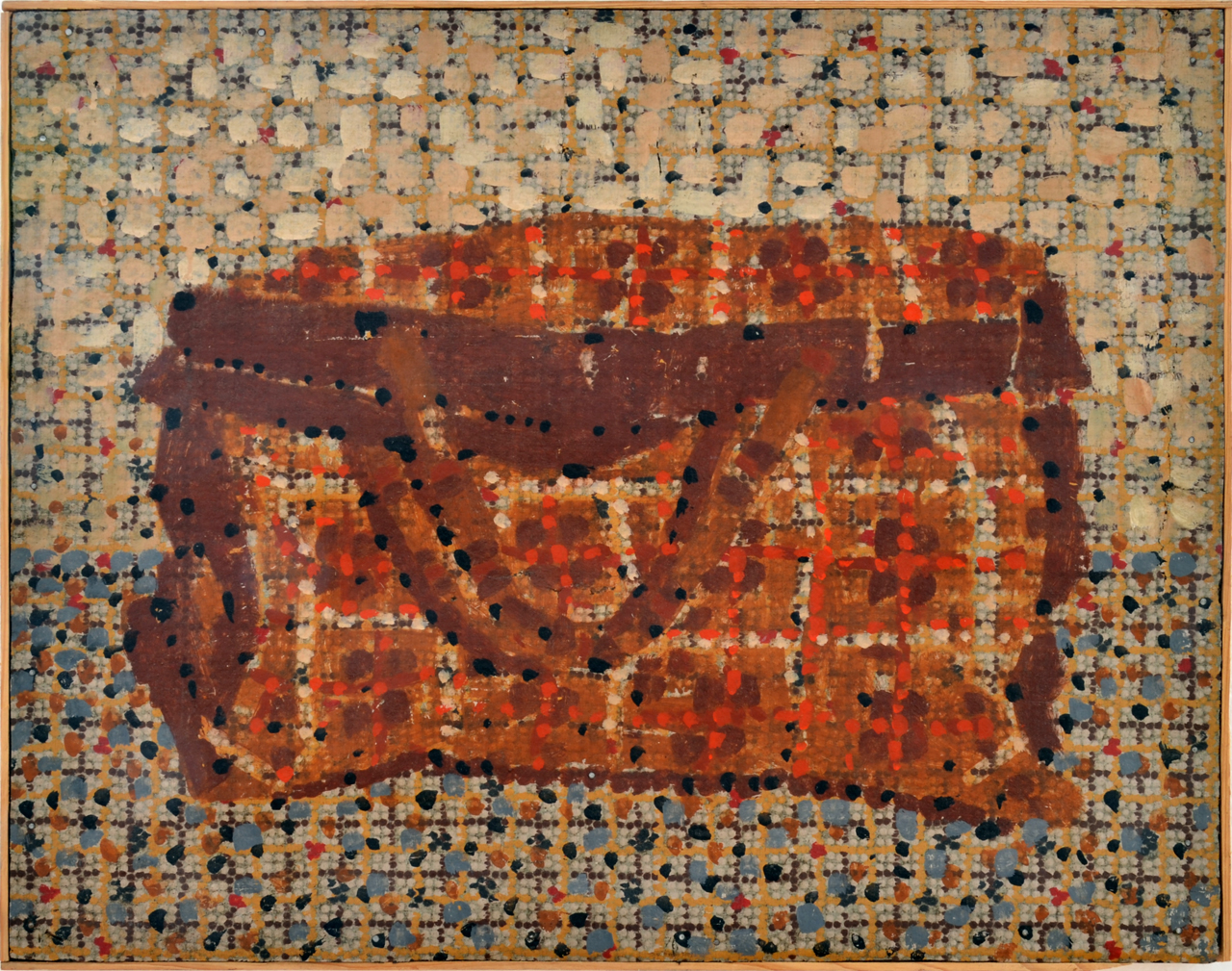
Taška (1993)
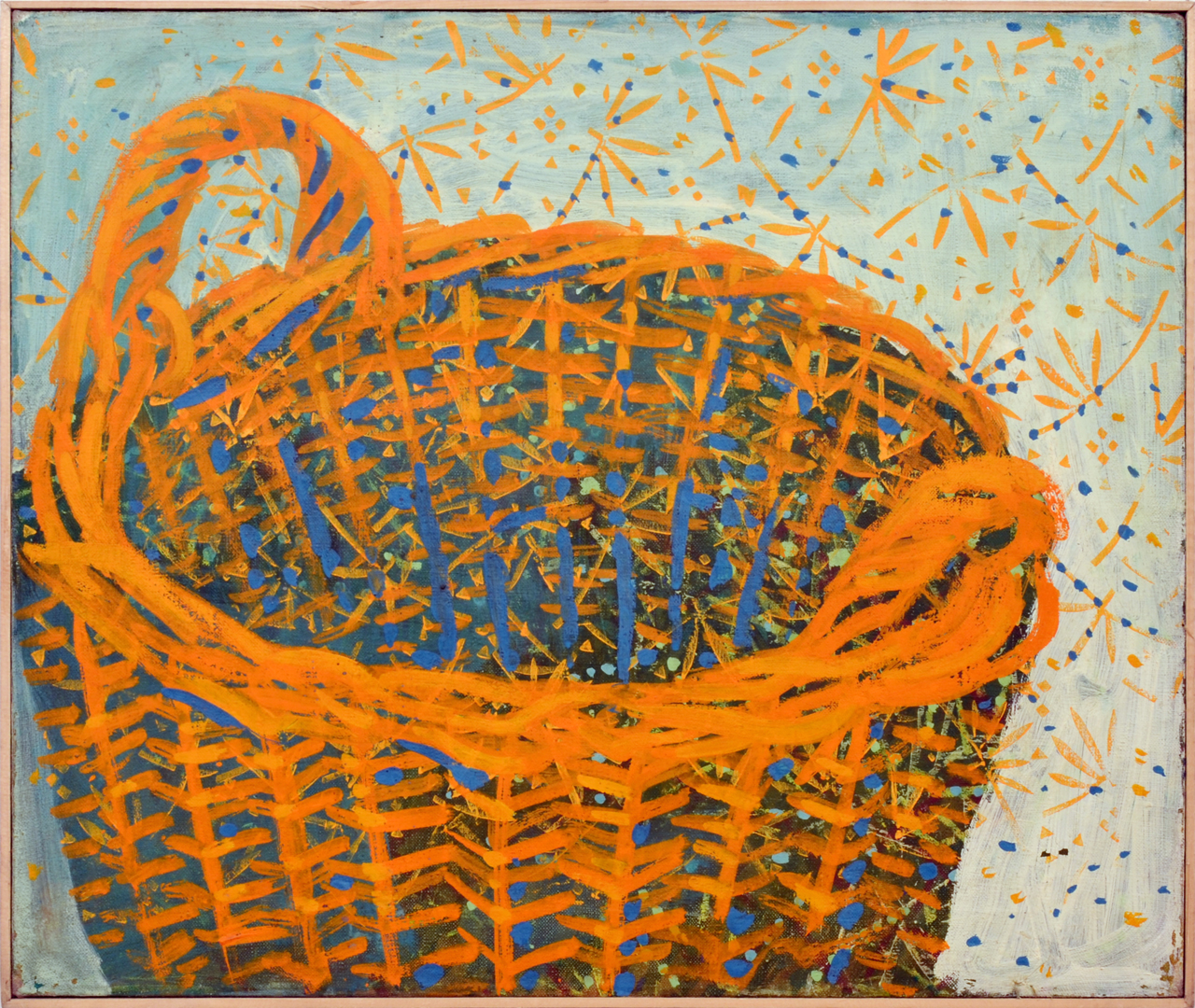
Proutěný koš (1998)
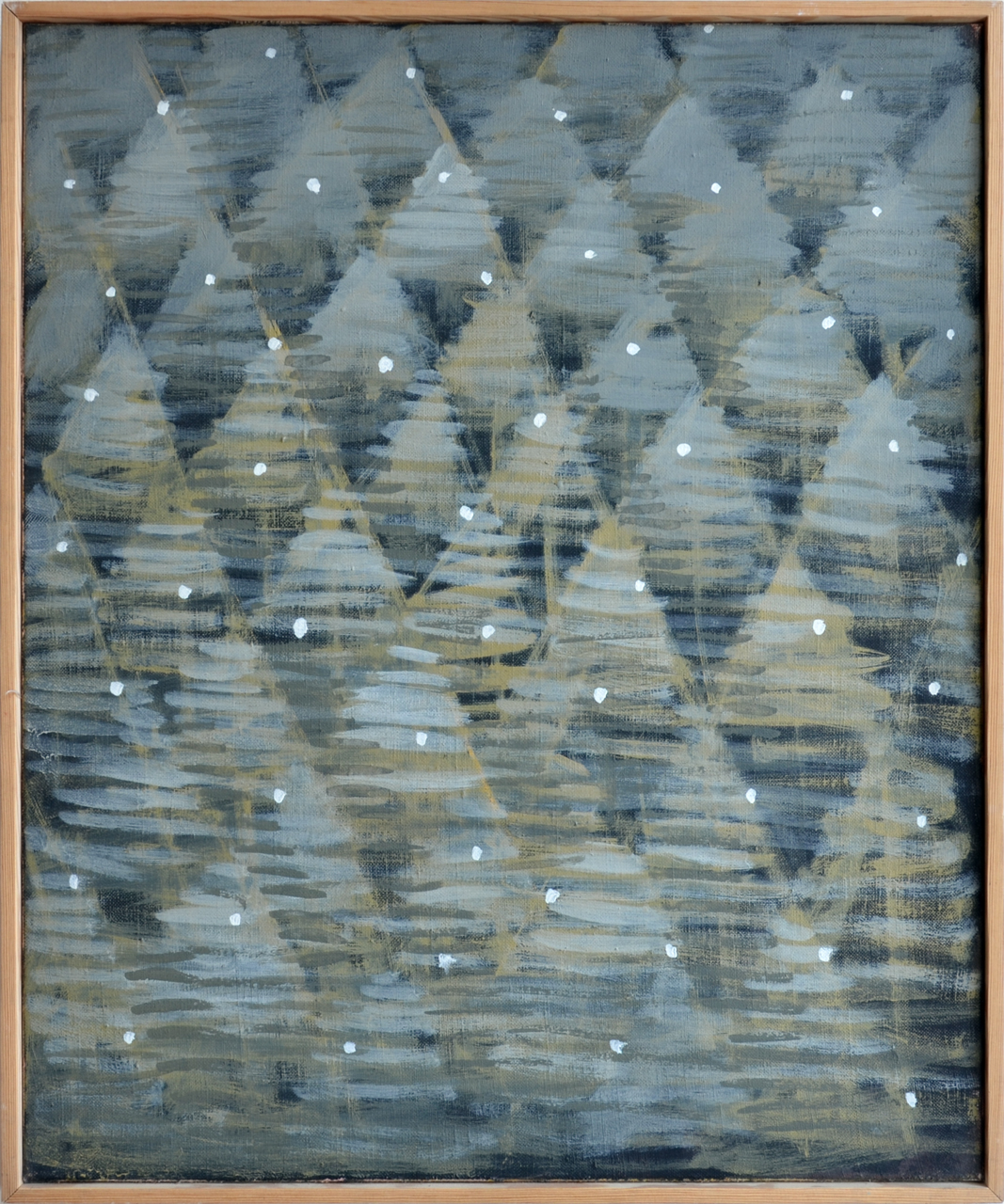
Les v zimě (2003)
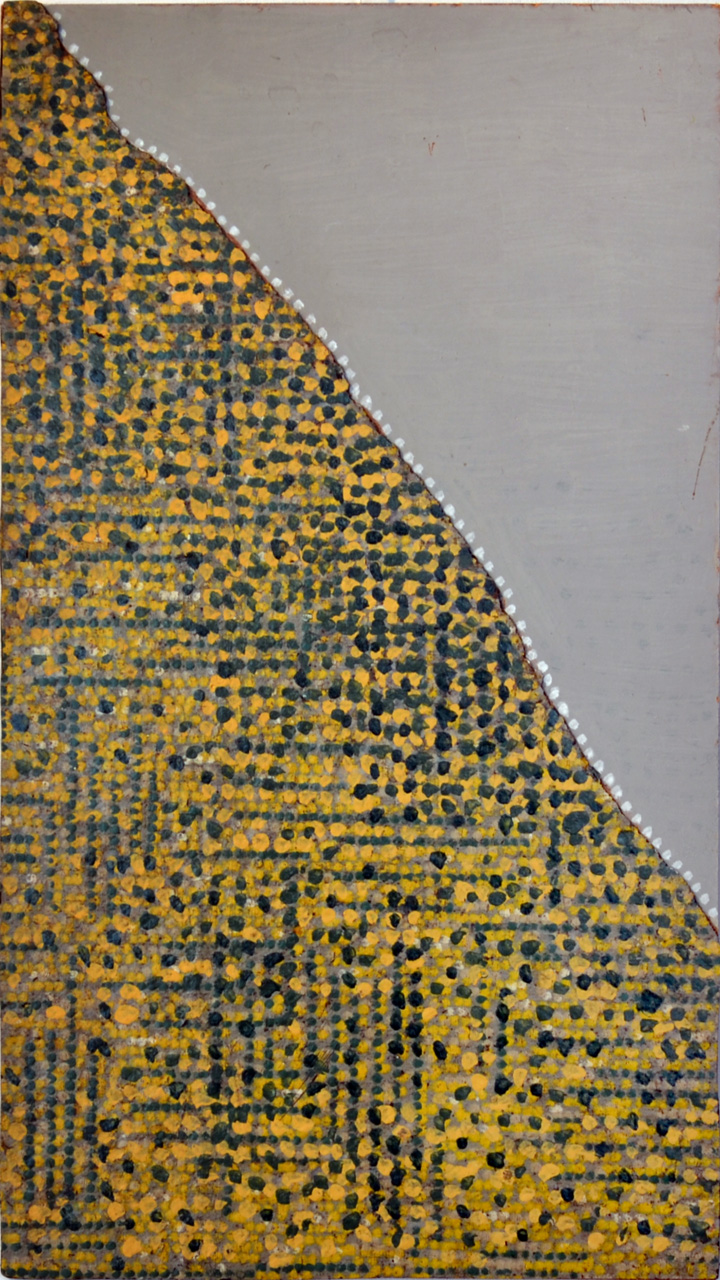
Italská krajina IV (2010)
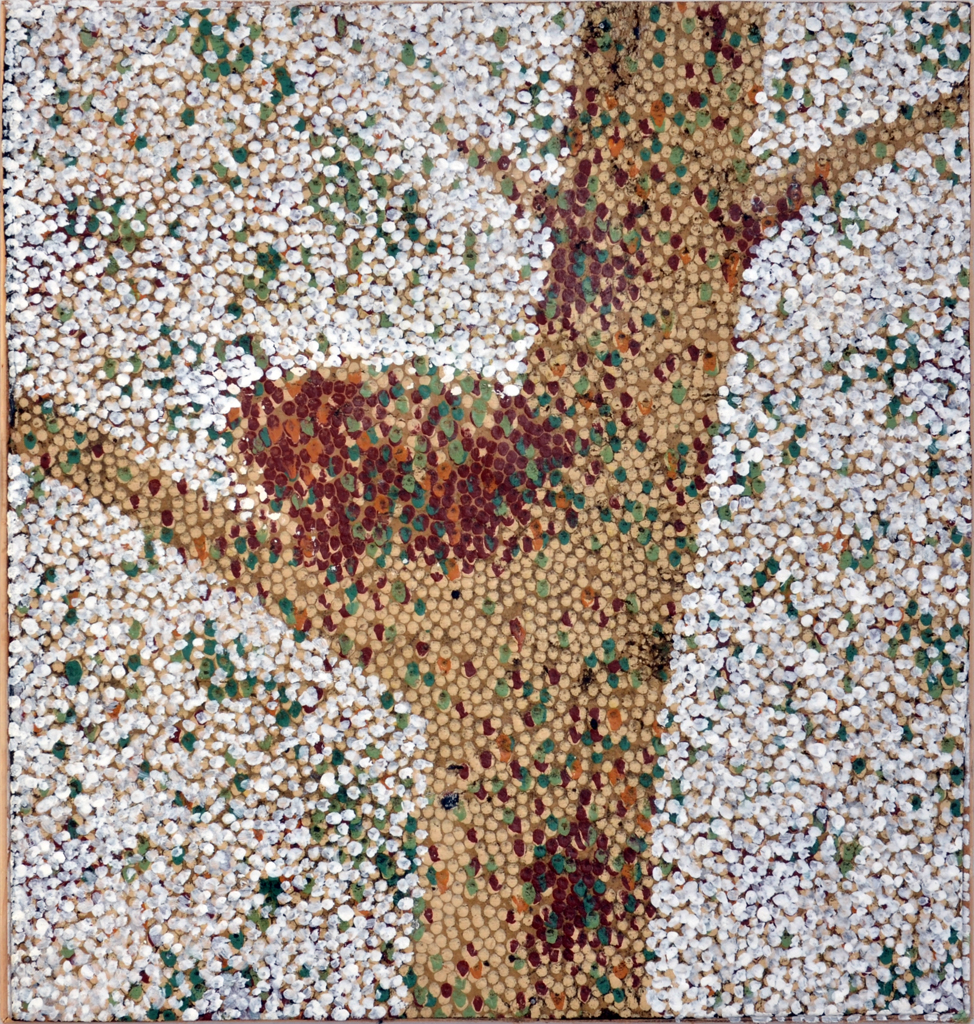
Hnízdo (2016–2017)

### Ilustrace
- Muroň Jaroslav , Polosvětlo, Arbor vitae, Řevnice 2007, ISBN 978-80-86300-76-4
- Wine Food Market, text Drury Richard, Wine Food Market s.r.o. Praha 2012

### Restaurování
Marie Blabolilová pracovala jako restaurátorka nástěnných a nástropních maleb. Občas retušuje také stará lina s barevným vzorem.

### Zastoupení ve sbírkách
- Národní galerie v Praze
- Art Unidentified, Nishinomiya
- National Gallery of Art, Washington D.C., USA
- Galerie středočeského kraje v Kutné Hoře
- Galerie moderního umění v Roudnici nad Labem
- Severočeská galerie výtvarného umění v Litoměřicích
- Galerie umění Karlovy Vary
- Oblastní galerie v Liberci
- Muzeum umění Olomouc
- Oblastní galerie Vysočiny v Jihlavě
- Galerie výtvarného umění v Chebu
- Galerie výtvarného umění v Ostravě
- Východočeská galerie v Pardubicích
- Galerie Klatovy / Klenová
- Galerie výtvarného umění v Havlíčkově Brodě,
- Galerie výtvarného umění v Náchodě
- Geofyzikální ústav AV ČR, v.v.i., Praha
- Ministerstvo kultury České republiky
- Orlická galerie v Rychnově nad Kněžnou
- Památník národního písemnictví

### Výstavy
Podrobně jsou autorské i společné výstavy uvedeny v IS abART.

#### Autorské (výběr)
- 1975 Marie Blabolilová, Divadlo E. F. Buriana, Praha
- 1977 Marie Blabolilová: Obrazy a grafika, Galerie mladých, Mánes, Praha
- 1977 Marie Blabolilová: Grafika, Galerie výtvarného umění v Chebu
- 1979 Marie Blabolilová: Grafika z let 1976–1978, Oblastní galerie v Liberci
- 1981 Marie Blabolilová, Marta Iskander's Gallery, McLean
- 1981 Marie Blabolilová, Galerie mladých Městského kulturního střediska S.K. Neumanna, Brno
- 1984 Marie Blabolilová, Divadlo hudby OKS, Olomouc
- 1988 Marie Blabolilová: Obrazy, Ústav makromolekulární chemie (ÚMCH), Praha
- 1991 Marie Blabolilová: Grafiky a obrazy, Kabinet grafiky, Olomouc
- 1993 Marie Blabolilová: Grafika 1988–1993, Galerie Ludvíka Kuby, Poděbrady [26]
- 1996 Marie Blabolilová: Nová grafika 1990–1996, Galerie Jiřího Jílka, Šumperk
- 1996 Marie Blabolilová: Obrazy, Galerie bratří Čapků, Praha
- 1997 Marie Blabolilová, Galerie na chodbě, Ostrava
- 2001 Marie Blabolilová: Obrazy a grafika, Galerie Fronta, Praha
- 2003/2004 Cena Vladimíra Boudníka 2003, Clam-Gallasův palác, Praha
- 2003/2004 Marie Blabolilová: Retrospektiva, Galerie U Bílého jednorožce, Klatovy, Galerie Peron, Praha
- 2005 Marie Blabolilová: Grafiky a obrazy, Galerie výtvarného umění v Náchodě
- 2005 Marie Blabolilová: Obrazy – grafika, Galerie moderního umění v Roudnici nad Labem
- 2008 Marie Blabolilová: Zahrady, Galerie Magna, Ostrava
- 2011 Marie Blabolilová: Chůze lesem – zastavení, Topičův salon, Praha
- 2011 Marie Blabolilová: Tichá společenství, Muzeum ghetta, foyer kina, Terezín[27]
- 2013/2016 Marie Blabolilová: Rastry, Muzeum umění a designu, Benešov
- 2014 Marie Blabolilová: Čárový lept, Galerie Hollar, Praha
- 2014 Marie Blabolilová: Linolea, Muzeum a Pojizerská galerie Semily
- 2014 Marie Blabolilová, Galerie Prostor 228, Liberec
- 2015 Marie Blabolilová: Uvnitř, Novoměstská radnice, Praha
- 2015 Marie Blabolilová: Uvnitř a vně, Galerie Caesar, Olomouc
- 2015 Marie Blabolilová: Rastry, Oblastní galerie Vysočiny v Jihlavě
- 2016 Marie Blabolilová: Rastry, Flemmichova vila, Krnov
- 2018 Marie Blabolilová, Galerie U Betlémské kaple, Praha

### Diplomové práce
- Marika Svobodová, Marie Blabolilová, diplomová práce, Seminář dějin umění FF MUNI v Brně 2006 dostupné on-line

### Katalogy
- Marie Blabolilová: Obrazy a grafika, 1977, Klimešová Marie, 4 s., Galerie mladých, Mánes, Praha
- Marie Blabolilová: Grafika, 1977, Prahl Roman, 6 s., Galerie výtvarného umění v Chebu
- Marie Blabolilová: Grafika, 1981, Prahl Roman, 12 s., Galerie mladých MKS S.K. Neumanna, Brno
- Marie Blabolilová: Grafika, 1984, Stará Eva, 6 s., Divadlo hudby OKS, Olomouc
- Marie Blabolilová, 1986, Hůla Jiří, 16 s., ÚMCH Praha
- Marie Blabolilová: Grafiky a obrazy, 1990, Boháčová Yvonna, 8 s., Oblastní galerie výtvarného umění v Olomouci
- Marie Blabolilová: Nová grafika 1990 – 1996, 1996, 4 s., Galerie Jiřího Jílka, Šumperk
- Marie Blabolilová: Obrazy, 1996, Klimešová Marie, 4 s., Galerie Bratří Čapků Praha
- Marie Blabolilová, 1997, 6 s., Galerie na chodbě, Ostrava
- Marie Blabolilová: Obrazy a grafika, 2001, Hůla Jiří, 4 s., Galerie Fronta Praha
- Marie Blabolilová, 2003, Souček Martin, kat. 47 s., Galerie Klatovy / Klenová, ISBN 80-85628-82-1, Galerie výtvarného umění v Náchodě, ISBN 80-85057-87-5
- Marie Blabolilová: Malba a grafika, 2005, Hlaváčková Miroslava, kat. 32 s., Galerie moderního umění v Roudnici nad Labem
- Marie Blabolilová: Grafika a obrazy z let 1970 – 2004, 2005, Souček Martin, 16 s., Galerie výtvarného umění v Náchodě
- Marie Blabolilová, 2008, Hůla Jiří, 2 s., Galerie Magna, Ostrava
- Marie Blabolilová: Chůze lesem – zastavení, 2011, Šiklová Lucie, 16 s., Společnost Topičova salonu, Praha
- Marie Blabolilová: Tichá společenství / Quiet togetherness, 2011, Šiklová Lucie, 24 s., Muzeum ghetta, foyer kina, Terezín
- Marie Blabolilová: Linolea, 2014, Šiklová Lucie, 4 s., Muzeum a Pojizerská galerie Semily
- Marie Blabolilová, 2014, Šiklová Lucie, 4 s., Galerie Prostor 228, Liberec
- Marie Blabolilová: Uvnitř a vně, 2015, Hůla Jiří, 8 s., Galerie Caesar Olomouc
- Marie Blabolilová: Rastry, 2015, Šiklová Lucie, kat. 37 s., Oblastní galerie Vysočiny v Jihlavě

### Ostatní
- Jiří Hůla (ed.), Rovnoběžky a průsečíky, antologie, 211 s., Archiv výtvarného umění, z.s., Kostelec nad Černými lesy, Geofyzikální ústav AV ČR, Praha 2010, ISBN 978-80-904072-3-7
- Jiří Machalický, Česká grafika XX. století, 325 s., SČUG Hollar Praha 1997, ISBN 978-80-902405-0-6